# کوه بلیار
کوه بلیار (روسی: Белеяр) یک کوه در استان اودمورتیای کشور روسیه است.